# Ectropothecium tophigerum
Ectropothecium tophigerum är en bladmossart som beskrevs av Brotherus 1893. Ectropothecium tophigerum ingår i släktet Ectropothecium och familjen Hypnaceae. Inga underarter finns listade i Catalogue of Life.